# Saint-Gervais, Isère
Saint-Gervais är en kommun i departementet Isère i regionen Auvergne-Rhône-Alpes i sydöstra Frankrike. Kommunen ligger i kantonen Vinay som tillhör arrondissementet Grenoble. År 2022 hade Saint-Gervais 534 invånare.

## Befolkningsutveckling
Antalet invånare i kommunen Saint-Gervais
Referens:INSEE